# Волинське (Польща)
Волинське (пол. Wołyńskie) — село в Польщі, у гміні Ілув Сохачевського повіту Мазовецького воєводства.
Населення — 98 осіб (2011).
У 1975-1998 роках село належало до Плоцького воєводства.

## Демографія
Демографічна структура станом на 31 березня 2011 року:
|          | Загалом | Допрацездатний вік | Працездатний вік | Постпрацездатний вік |
| -------- | ------- | ------------------ | ---------------- | -------------------- |
| Чоловіки | 44      | 8                  | 33               | 3                    |
| Жінки    | 54      | 15                 | 28               | 11                   |
| Разом    | 98      | 23                 | 61               | 14                   |